# مخطط مبيعات الأغاني الرقمية

شعار بيلبورد (من 2013)

الأغاني الرقمية أو مخطط مبيعات الأغاني الرقمية (الذي كان يسمى سابقا Hot digital songs)  يرتب أكثر الأغاني الرقمية مبيعا في الولايات المتحدة، والذي جمعه من قبل نيلسن ساوند وتم نشرته من قبل مجلة بيلبورد. على الرغم من أنه بدأ في الأصل في تتبع مبيعات الأغاني في الأسبوع الذي يبدأ في 30 أكتوبر 2004،  ظهر لأول مرة رسميًا بتاريخ 22 يناير 2005، ودمج جميع إصدارات الأغنية التي تم بيعها من موزعي الموسيقى الرقمية. تم دمج بياناته في Hot 100 بعد ثلاثة أسابيع. منذ أكتوبر 2004، المبيعات الرقمية تم ادراجها في العديد من مخططات بيلبورد الموسيقية للأغاني. استند القرار إلى الزيادة الهائلة في السوق الرقمية بينما أصبحت المبيعات التجارية الفردية في شكل مادي ضئيلة.
أول تصدر في تاريخ المخطط كان من نصيب أغنية " Just Lose It " لمغني الراب Eminem .
رقم واحد الحالي على المخطط بتاريخ 12 يونيو 2021 تملكه أغنية " Butter " لفرقة BTS .

## ارقام قياسية

### الأغاني التي حصلت على أكبر عدد من الأسابيع في المركز الأول في المبيعات
- 18 أسبوعًا

BTS - «ديناميت» (2020-21) 
- 17 أسبوعًا

لويس فونسي ودادي يانكي مع جاستن بيبر - «Despacito» (2017)
- 16 أسبوعًا

Lil Nas X مع بيلي راي سايروس - " Old Town Road" (2019)
- 13 أسبوعًا

فلو ريدا مع T-Pain - " Low " (2007–08)
مارك رونسون مع برونو مارس - " Uptown Funk " (2015)
مسلسل The Chainsmokers مع Halsey - " Closer " (2016)
- 11 أسبوعًا

فاريل ويليامز - «Happy» (2014)
- 10 أسابيع

بلاك آيد بيز - «بوم بوم بو» (2009)
The Black Eyed Peas - " I Gotta Feeling " (2009)
ماكليمور ورايان لويس يعرضان وانز - " Thrift Shop " (2013)
روبن ثيك يضم TI و Pharrell - " Blurred Lines " (2013)
جاستن تيمبرليك - " Can't Stop the Feeling! " (2016)
إد شيران - «Shape of You» (2017)
ليدي غاغا وبرادلي كوبر - " Shallow " (2018-19)

### أفضل 10 فنانين تحميلا لمدة أسبوع واحد
1. Adele - " Hello " (1,112,000) 14 تشرين الثاني (نوفمبر) 2015 
2. فلو رضا - «الجولة اليمنى» (636000) 28 فبراير 2009
3. Adele - "Hello" (635000) 21 نوفمبر 2015 
4. تايلور سويفت - «لن نعود معًا أبدًا» (623000) 1 سبتمبر، 2012 
5. كيشا - «تيك توك» (610.000) في 9 يناير 2010
6. تايلور سويفت - «I Knew You Were Trouble» (582,000) 12 يناير 2013 
7. Bruno Mars - " Grenade " (559000) 8 يناير 2011
8. كاتي بيري - «Roar» (557000) 31 أغسطس 2013 
9. تايلور سويفت - «Shake It Off» (544000) 6 سبتمبر 2014 
10. غوتي يضم كيمبرا - «شخص ما كنت أعرف» (542000) 28 أبريل 2012 

### أكبر مبيعات الأسبوع الأول
1. Adele - " Hello " (1112000) 14 نوفمبر 2015
2. فلو رضا - «الجولة اليمنى» (636000) 28 فبراير 2009
3. تايلور سويفت - «نحن لا نعود معًا أبدًا» (623000) 1 سبتمبر، 2012
4. كاتي بيري - "Roar" (557000) 31 أغسطس 2013
5. تايلور سويفت - "Shake It Off" (544000) 6 سبتمبر 2014
6. جاستن بيبر - «Boyfriend» (521000) 14 أبريل 2012
7. مارون 5 يضم ويز خليفة - «هاتف عمومي» (493000) 5 مايو 2012
8. بلاك آيد بيز - «بوم بوم باو» (465000) 18 أبريل 2009
9. ليدي غاغا - «Born This Way» (448000) 26 فبراير 2011
10. أريانا غراندي تظهر إيجي أزاليا - «مشكلة» (438000) 17 مايو 2014

### أكبر قفزة إلى رقم واحد
- 66-1: will.i.am وبريتني سبيرز - «الصراخ والصراخ» (15 ديسمبر 2012)
- 57-1: زاك إيفرون وفانيسا هادجنز ودرو سيلي - «بريكينج فري» (11 فبراير 2006)
- 50-1: Taio Cruz يظهر Ludacris - " Break Your Heart " (20 مارس 2010)
- 50-1: لي غرينوود - " God Bless the USA " (18 يوليو 2020)
- 42-1: ويز خليفة يظهر تشارلي بوث - «See You Again» (18 أبريل 2015)
- 38-1: شاكيرا تظهر ويكليف جين - «الوركين لا تكذب» (17 يونيو 2006)
- 35-1: كيلي كلاركسون - «قطعة قطعة» (19 مارس 2016)
- 34-1: J Balvin وWilly William يعرضان بيونسيه - «Mi Gente» (21 أكتوبر 2017)
- 33-1: بيلي إيليش - " No Time to Die " (29 فبراير 2020)
- 28-1: كاتي بيري - «ليلة الجمعة الماضية (TGIF)» (2 يوليو 2011)

## ارقام قياسية للفنانين

### أكثر الفنانين حصولا على رقم الأول على المخطط
1. تايلور سويفت (22) 
2. ريهانا (14)
3. جاستن بيبر (13)
4. دريك (12)
5. كاتي بيري (11)
5. ايمينيم (11)
7. برونو مارس (9)
7. بيونسيه (9)
9. نيكي ميناج (8)
9. ليدي غاغا (8)
9. أريانا غراندي (8)
12. بريتني سبيرز (7)
12. جاستن تيمبرليك (7)
12. BTS (7)

### الفنانون الذين حصلوا على أكبر عدد من الأسابيع في المركز الأول
1. BTS (44)

1. تايلور سويفت (44)
2. ريهانا (40)
3. كاتي بيري (37)
4. جاستن بيبر (33)
5. برونو مارس (29)